# Enchevêtrement de barbelés

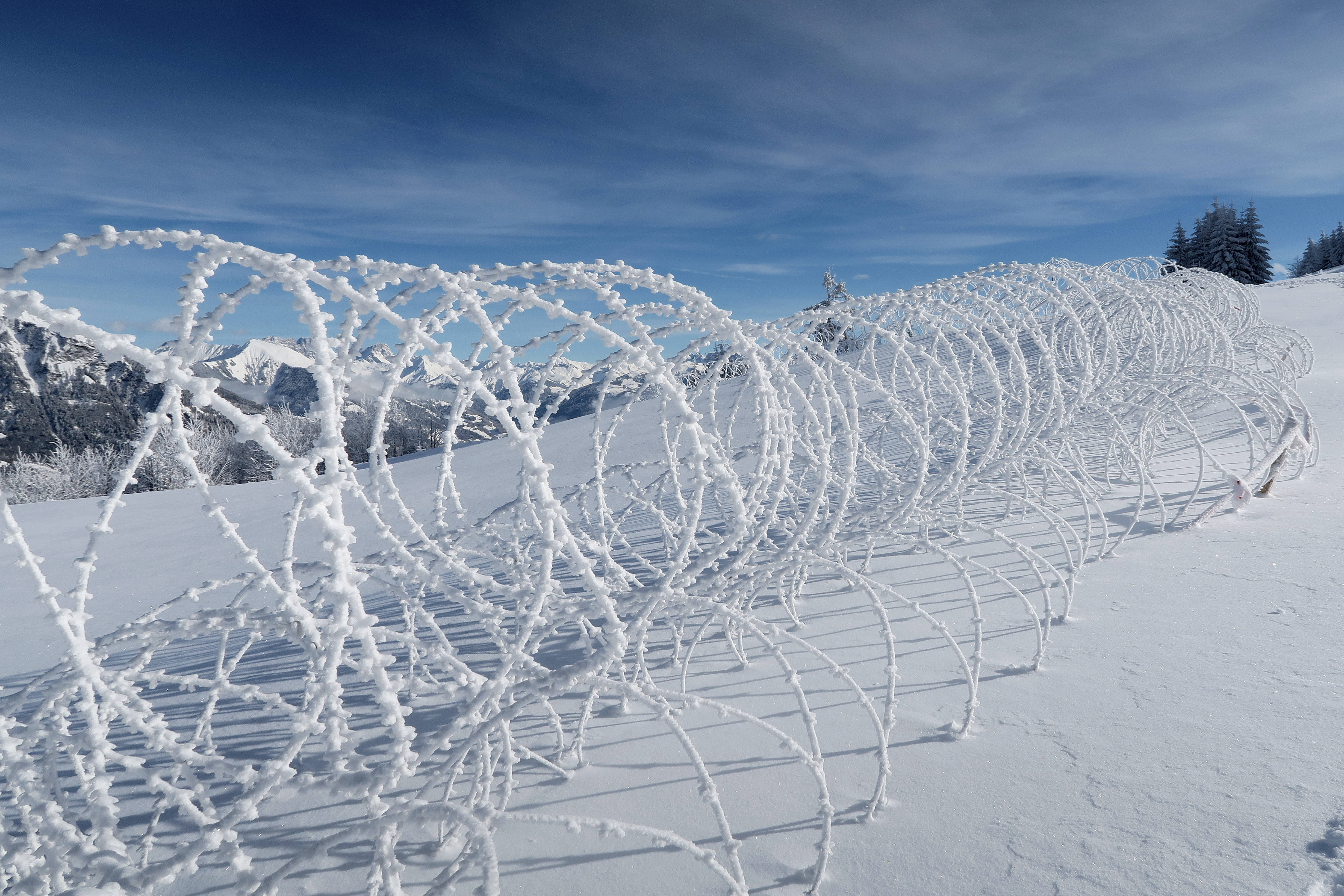
Obstacle de fil barbelé concertina.

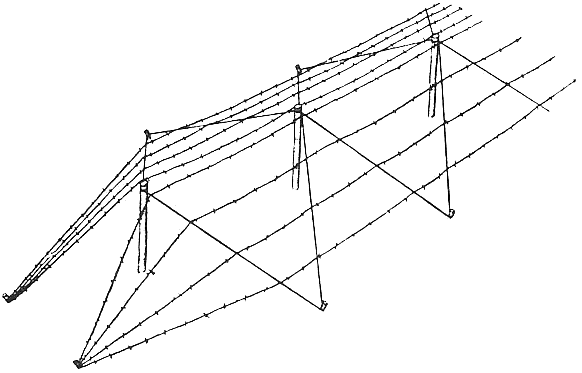
Clôture à double tablier

Dans la science militaire de la fortification, les obstacles de barbelés sont des obstacles défensifs constitués de fils de fer barbelés, de bandes barbelées ou de fil de fer barbelé concertina. Ils sont conçus pour perturber, retarder et généralement ralentir une attaque ennemie. Pendant que les assaillants sont ralentis par l'enchevêtrement de barbelés (ou délibérément canalisés vers des zones d'abattage), ils sont facilement pris pour cible par des mitrailleuses et des tirs d'artillerie. Selon les besoins et les ressources disponibles, les enchevêtrement de barbelés peuvent aller d'une simple clôture de fil barbelé devant une position défensive, jusqu'à des modèles élaborés de clôtures, de concertinas, "dents de dragon" et des champs de mines de plusieurs centaines de mètres de profondeur.
Un exemple est le réseau de barbelés peu dense, qui se compose de piquets plantés irrégulièrement dans le sol et ne dépassant que de 15 cm environ; le barbelé est ensuite enveloppé et fixé sur ces piquets. Un combattant ennemi courant à travers la barrière, qui est difficile à voir, est susceptible de trébucher et de rester coincé.

## Historique
Depuis l’Antiquité, l'idée de ralentir l'ennemi afin de l'accabler de traits (avant le contact au corps à corps) avait été mise en œuvre avec l'aide d'abattis. Les obstacles à base de fils peuvent avoir été inventés par le général de l'Union Ambrose Burnside lors de la bataille de Fort Sanders durant la campagne de Knoxville, lors de la guerre de Sécession, Durant cette bataille, le fil télégraphique a été tendu entre des souches d'arbres distantes de 30 à 80 mètres en avant d'une partie de la ligne de l'Union. Son usage militaire s'est intensifié pendant la seconde guerre des Boers, pour atteindre un sommet au cours de la Première Guerre mondiale où, avec les mitrailleuses, ils furent responsables de nombreuses victimes dans la guerre de tranchées qui a dominé ce conflit et a donné à la défense un avantage substantiel.
Les obstacles de la Première Guerre mondiale pouvaient avoir dans certains endroits des dizaines de mètres de largeur et plusieurs mètres de hauteur, avec tout l'espace rempli d'un enchevêtrement de fils de fer barbelés disposés au hasard. Les enchevêtrements ne sont souvent pas créés délibérément, mais se créent lorsque les barbelés classiques ont été endommagées par des obus d'artillerie.
Chaque fois qu'il y avait le temps et la possibilité de planifier et d'installer des obstacles de barbelés pendant la Première Guerre mondiale, il était pratique courante de déployer des conceptions qui canalisaient et concentraient les troupes d'attaque, regroupant les assaillants comme du bétail dans les zones d'abattage. Ces conceptions incluaient de multiples piquets de fixation du fil, placé en diagonale, s'éloignant de la zone protégée. Cela signifie qu'une mitrailleuse alimentée par bande comme la Maschinengewehr 08 placée dans la droite ligne de cette diagonale avait des cibles faciles en enfilade, lorsque l'avance des troupes d'attaque étaient bloquée par le fil barbelé, elles se retrouvaient donc regroupées en ligne. Une autre méthode consistait à laisser délibérément des lacunes dans de beaux obstacles en fils barbelés pour donner l'apparence d'un maillon faible dans les défenses. Ces lacunes ont été conçues pour fonctionner comme un entonnoir, leurrant les troupes d'assaut, car les conduisant directement sur un feu en enfilade direct et concentré de différents emplacements de mitrailleuses. Étant donné que des mitrailleuses refroidies à l'eau étaient utilisées telle la mitrailleuse lourde Vickers, le feu pouvait être maintenu pendant des heures si nécessaire.
Une méthode pour les soldats attaquant des positions défendues par ces obstacles était d'utiliser une plaque d'acier montée sur de petites roues qui lentement était poussée en avant par les soldats pour les protéger des balles lorsqu'ils rampaient à l'abri derrière en direction de l'obstacle. Lorsque l'obstacle était atteint, des ouvertures dans le bouclier permettaient au soldat de couper le fil de fer barbelés avec des pinces tout en restant protégé par le bouclier blindé.
Des obstacles relativement complexes ont été également utilisés dans certaines phases de la guerre de Corée, et continuent à être utilisés sur la zone coréenne démilitarisée, et sur d'autres frontières. Toutefois, la nature plus fluide de la guerre moderne implique que la plupart des obstacles utilisés aujourd'hui soit relativement simples, des barrières temporaires.
Les chars et les véhicules blindés légers peuvent généralement aplatir les obstacles de barbelés non minés, bien que le fil puisse se coincer dans les chenilles et immobiliser le véhicule. Cela peut également arriver aux véhicules à roues, le fil pouvant s'enrouler autour de l'axe. Les enchevêtrement de barbelés peuvent également être détruits par des tirs intenses d'artillerie ou des torpilles Bangalore.

## Une efficacité accrue
L'efficacité de tout obstacle de barbelés est considérablement augmentée par l'ajout de mines anti-chars et antipersonnel dans l'enchevêtrement et autour. En outre, relier des mines antipersonnel bondissantes (par exemple la PROM-1) à l'obstacle avec un fil-piège a pour effet de piéger l'obstacle lui-même, ce qui entrave les tentatives de le réduire. Des fils pièges factices peuvent être ajoutés pour accroitre la confusion. Si les mines anti-personnel ne sont pas disponibles, il est très facile de relier des grenades à main sur le fil à l'aide de fils pièges. Si l'utilisation de dispositifs explosifs mortels est jugée inadéquate, il est facile d'installer des fusées éclairantes dans et autour de l'obstacle de barbelés afin de rendre l'infiltration de nuit difficile.

## Galerie d'images

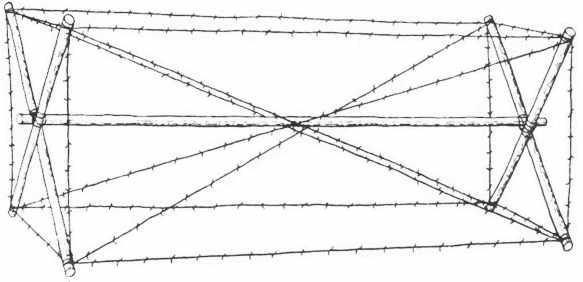
Le "coureur espagnol" est un obstacle de barbelés moderne fonctionnellement similaire aux chevaux de frise.
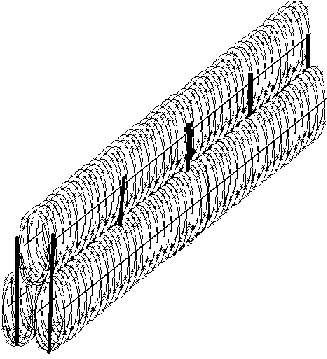
Barrière triple de fils de fer barbelé concertina.
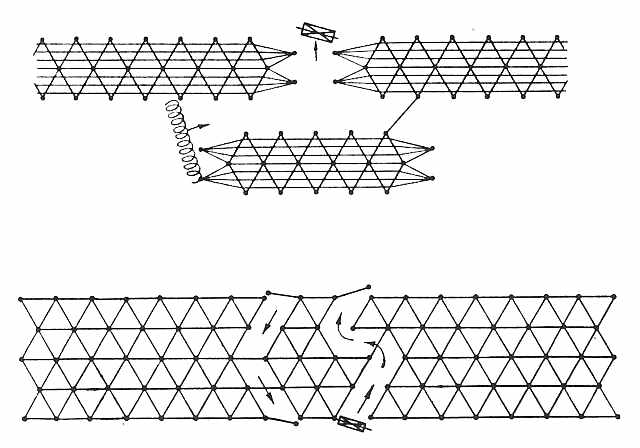
Un obstacle complexe de fils emmêlés soutenu par une clôture à double tablier. Les deux obstacles ont des ouvertures mobiles qui peuvent être bloquées.